# Актерек (Каркаралінський район)
Актере́к (каз. Ақтерек) — село у складі Каркаралінського району Карагандинської області Казахстану. Входить до складу Карагайлинської селищної адміністрації.
Населення — 166 осіб (2021; 250 у 2009, 0 у 1999, 294 у 1989).
Національний склад станом на 1989 рік:
- казахи — 100 %.